# Crypteronia griffithii
Crypteronia griffithii är en tvåhjärtbladig växtart som beskrevs av Charles Baron Clarke. Crypteronia griffithii ingår i släktet Crypteronia och familjen Crypteroniaceae. Inga underarter finns listade i Catalogue of Life.